# تصميم الإجهاد المسموح به
تصميم الإجهاد المسموح به هو فلسفة التصميم المستخدمة من قبل المهندسين المدنيين. يضمن المصمم أن الضغوط التي تم تطويرها في هيكل بسبب أحمال الخدمة لا تتجاوز الحد المرن. وعادة ما يتم تحديد هذا الحد من خلال ضمان أن تبقى الضغوط داخل الحدود من خلال استخدام عوامل السلامة.
استبدل نهج تصميم الإجهاد المسموح به عموما دوليًا من قبل تصميم الدولة الحد (المعروف أيضا باسم تصميم الإجهاد النهائي، أو في الولايات المتحدة الأمريكية، الحمل وتصميم عامل المقاومة، LRFD) بقدر ما تعتبر الهندسة الإنشائية، باستثناء بعض الحالات المعزولة.
في الولايات المتحدة الأمريكية البناء، تصميم الإجهاد المسموح به (ASD) لم يتم إلا في حالة الجسور المعلقة، والتي تغيرت من تصميم الإجهاد المسموح للحد من تصميم الدولة في 1960. الخشب والصلب وغيرها من المواد لا تزال مصممة في كثير من الأحيان باستخدام تصميم الإجهاد المسموح بها، على الرغم من أنه ربما يتم تدريس LRFD أكثر شيوعًا في نظام جامعة الولايات المتحدة الأمريكية.